# Samir Tannús
Samir Tannús (Prata, 30 de dezembro de 1930 – Ituiutaba, 15 de outubro de 2024) foi um político brasileiro do estado de Minas Gerais. Foi vice-prefeito de Ituiutaba no período de 1959 a 1963 e prefeito do mesmo município no período de 1967 a 1971.
Samir Tannús foi deputado estadual na Assembleia Legislativa do Estado de Minas Gerais por três mandatos: 7ª,
10ª 
e 11ª legislatura 
(1971-1975 e 1983-1991). Em seguida foi eleito deputado federal por Minas Gerais para a legislatura de 1991 a 1995.

## Vida
Filho de Simão Felício Tannús e Ruda Adib Tannús, Samir Tannús nasceu na cidade do Prata aos 30 dias de dezembro de 1930.
Quando adulto, mudou-se para Ituiutaba trabalhar em uma farmácia e depois com transporte de caminhões. Com um enorme interesse em tudo e todos, a política do bem comum bate à sua porta e encontra um grande aliado.
Morreu em Ituiutaba no dia 15 de outubro de 2024 aos 93 anos.

## Política
Aos 3 dias de outubro de 1966 ele vence a disputa eleitoral à prefeitura, e no dia 31 de janeiro do próximo toma posse como o 17° prefeito de Ituiutaba. Juntamente com uma Câmara Municipal composta de políticos esclarecidos e cultos, Samir conseguiu fazer de Ituiutaba um ponto de referência não só ao Triângulo Mineiro, mas também para todo o estado de Minas Gerais.
Entre os feitos de sua administração, os principais foram:
- Desapropriação da empresa energética ELFISA, vendendo a mesma para a CEMIG.
- Integração de Ituiutaba ao sistema CEMIG., promovendo uma radical iluminação da cidade.
- Desapropriação de moradores da área litigiosa próxima ao Campus Universitário.
- Visita à Alemanha Ocidental para participar do Seminário de Tarefas Administrativas.
- Instalação de faculdades em Ituiutaba.
- Busca de financiamento junto ao GEF para instalação de serviço de água.
- Criação da autarquia SAE.
- Reforma administrativa, elaboração do Projeto diagnostico socioeconômico e reforma administrativa (Plano Diretor).
- Tornou de Ituiutaba, a primeira cidade de Minas Gerais a utilizar computador eletrônico na administração pública.
- Instalação da Escola de Ciências Contábeis e Administração de Ituiutaba (ESCCAI).
- Construção de uma escola a cada 50 dias (48 escolas).
- Aumentou em mais de dez vezes os salários de professores habilitados.
- Primeiros asfaltos da cidade.
- Instalação da Biblioteca Senador Camilo Chaves, criada em 1953.
- Descentralização do governo municipal, saindo da prefeitura e se instalando por três dias em cada bairro.
- Criação e inauguração da primeira Feira Industrial Agropecuária e Comercial de Ituiutaba (Rua 22 com avenidas 27 e 29).
- Realização do Festival de Teatro, Grupos “NATA” e “Para Ver e Ouvir”, com renda para compra de livros para Biblioteca Municipal.